# Miles Jackson-Cartwright
Miles Ramon Jackson-Cartwright (Van Nuys, 7 aprile 1992) è un ex cestista statunitense.
È il fratello di Parker Jackson-Cartwright.